# Stanisław Tymoteusz Trojanowski
Blahoslavený Stanisław Tymoteusz Trojanowski, OFMConv. (29. července 1908, Sadłowo – 28. února 1942, Auschwitz) byl polský řeholník, člen řádu minoritů a spolupracovník Maxmiliána Kolbeho. Zemřel mučednickou smrtí v koncentračním táboře a v roce 1999 byl beatifikován.

## Život
Narodil se jako Stanisław Antoni v chudé rodině v obci Sadłowo. Otec rodiny padl v první světové válce, Stanisław si tedy našel práci a živil matku a tři své mladší bratry. V roce 1930 jej biskup bl. Antoni Julian Nowowiejski biřmoval a 5. března téhož roku jej Alfons Kolbe (rodný bratr sv. Maxmiliána Kolbeho) přijal jako kandidáta pro řád minoritů v novém klášteře v Niepokalanówě. Dne 6. ledna 1931 zahájil Stanisław noviciát a přijal řeholní jméno Tymoteusz. Poté 2. února 1932 složil časné řeholní sliby a 11. února 1938 sliby věčné. Celý svůj řeholní život prožil v Niepokalanówě, kde se zabýval mimo jiné prací na vydávání časopisu Rycerz Niepokalanej. Pracoval také v klášterním zemědělství a jako košíkář. Rovněž se podílel na péči o nemocné spolubratry v klášterní ošetřovně. Ze strany sv. Maxmiliána Kolbeho požíval velkou důvěru.
Po nacistické okupaci Polska byl 14. října 1941 zatčen a uvězněn v Pawiaku ve Varšavě. Odtud byl transportován do Auschwitzu, kde byl zaevidován pod číslem 25431. Zde na následky hladu a brutálního týrání zemřel 28. února 1942.
Jeho životním mottem bylo:
„V každém čase a na každém místě svobodně rozeznávejme Boží vůli.“

## Beatifikace
Beatifikován byl papežem sv. Janem Pavlem II. dne 13. června 1999 ve Varšavě ve skupině 108 polských mučedníků z doby nacismu.